# Occidental Dresden Newa

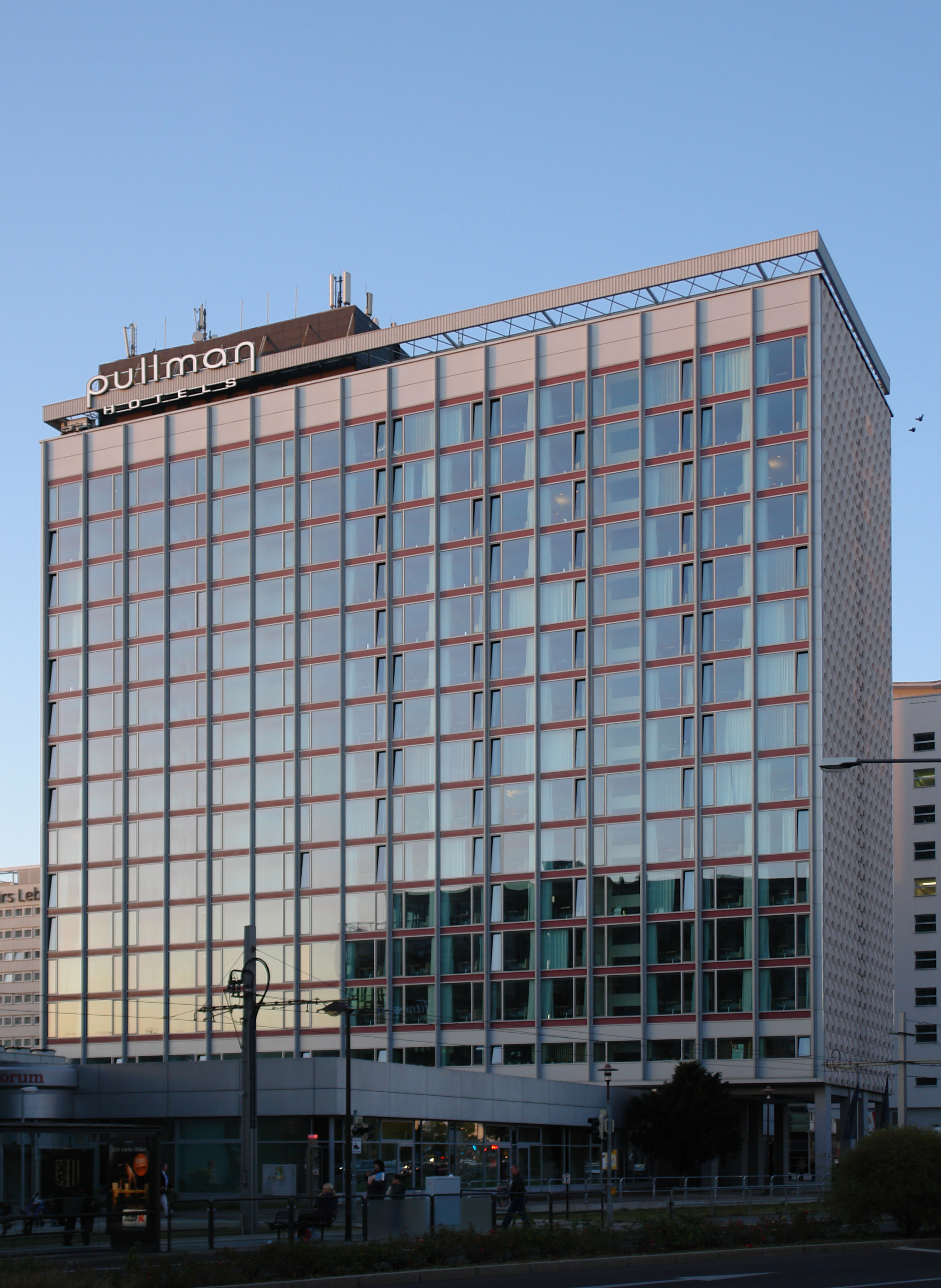
Hotel Pullman Dresden Newa 2009

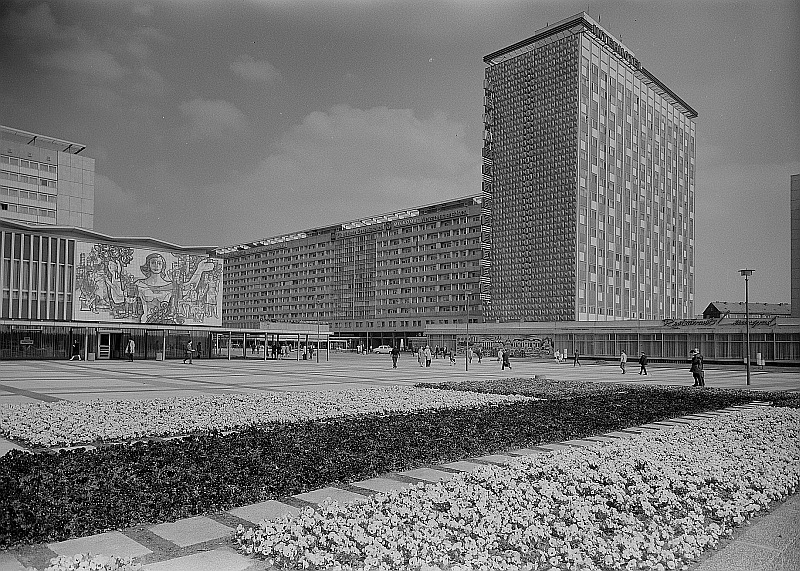
Interhotel Newa (rechts) um 1970, Blick vom Wiener Platz

Das Occidental Dresden Newa ist ein Hotel in Plattenbauweise auf der St. Petersburger Straße 34 in Dresden. Es bildete bis zur weiteren Bebauung des Wiener Platzes den städtebaulichen Abschluss der Prager Straße, gehört zu den stadtprägenden Gebäuden in Dresden und ist einer der höchsten Bauten der Dresdner Innenstadt.
Das von 1968 bis 1970 erbaute Hotel wurde als „Interhotel Newa“ geführt. Es wurde am 7. Oktober 1970 eröffnet. Der Name Newa nimmt Bezug auf den größten Fluss in Sankt Petersburg (damals Leningrad) der Partnerstadt Dresdens, nach der auch die angrenzende Straße benannt ist. Im Jahr 1992 pachtete die Accor-Gruppe drei Interhotels in Chemnitz, Dresden und Potsdam, seitdem hieß es „Mercure Newa Dresden“. Zwischen 2008 und 2024 firmierte es unter Accors 5-Sterne-Marke Pullman Hotels als „Hotel Pullman Dresden Newa“. Seit 1. November 2024 wird es durch die Grupo Barceló unter dem Namen Occidental Dresden Newa betrieben.

## Beschreibung
Das Gebäude wurde von 1968 bis 1970 von den Architekten Claus Kayser, Manfred Arlt, Hans Fuhrmann und Jochen Weinert errichtet. Die Innengestaltung nahmen Hans Klötzel und Bernhard Fellmann vor.
Der Gebäudekomplex besteht aus einem Hoch- und Flachbau. Der Hochbau ist ein 15-geschossiger Hotelbau, wovon 13 Wohngeschosse sind. Er wurde in Plattenbauweise mit einer Aluminium-Vorhangfassade und farbig emaillierten Stahlblech-Brüstungsfeldern errichtet. Die Giebelflächen wurden mit plastischen Betonelementen von Karl-Heinz Adler und Friedrich Kracht gestaltet. Eine Betonattika mit Glasmosaik wurde angebracht. In dem Flachbau mit Aluminium-Glas-Fassade befindet sich der Empfang und Gastronomie. Der Hochbau wurde 2005 umfangreich saniert und mit bodentiefen Fensterflächen ausgestattet, zur Wiedereröffnung wurde das Haus vom 3-Sterne- zum 4-Sterne-Hotel hochgestuft.
Franz Tippel brachte das Natursteinmosaik „Newalandschaft“ am Hotel an. Schmuckstücke waren 1979 eine aus einundzwanzig aufeinander abgestimmte Meißner Porzellanmalerei von Gebäuden aus St. Petersburg von Helmut Symmangk, Ludwig Zepner, Heinz Werner, und Rudi Stolle, sowie das Wandbild „Poem auf Leningrad“ von Hans Kinder. Dabei gehören die Motive auf Meißner Porzellanplatten zu den Wandbildern aus Meißner Porzellan zeigten Baudenkmale des „Venedigs des Nordens“ wie Sommer- und Winterpalais, Ermitage, Peter- und Pauls-Festung, die Auferstehungskirche mit ihren Zwiebeltürmen und die Isaaks-Kathedrale.